# Tetragnatha paschae
Tetragnatha paschae là một loài nhện trong họ Tetragnathidae.
Loài này thuộc chi Tetragnatha. Tetragnatha paschae được miêu tả năm 1924 bởi Berland.